# Kodi Smit-McPhee

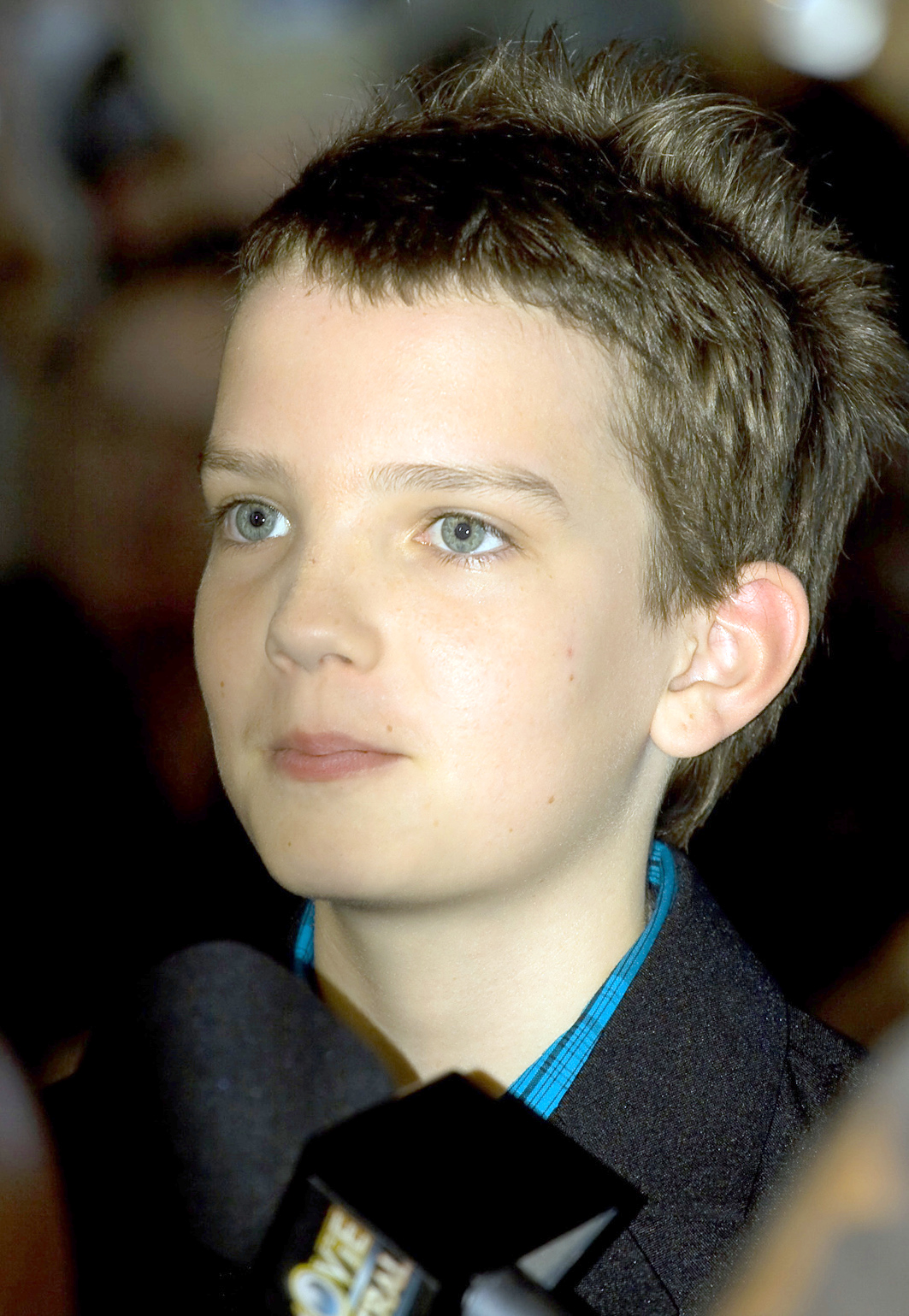
Kodi Smit-McPhee på Toronto International Film Festival 2009.

Kodi Smit-McPhee, född 13 juni 1996 i Adelaide, är en australisk skådespelare.
Han gjorde sin första filmroll 9 år gammal och slog igenom på bred front 2009 när han hade en roll i Vägen mot Viggo Mortensen.

## Filmografi (i urval)
- 2007 – Romulus, My Father
- 2009 – Vägen
- 2010 – Let Me In
- 2010 – Matching Jack
- 2012 – Dead Europe
- 2012 – ParaNorman (röst)
- 2013 – The Congress
- 2013 – Romeo and Juliet
- 2014 – All the Wilderness
- 2014 – Apornas planet: Uppgörelsen
- 2014 – Young Ones
- 2015 – Slow West
- 2016 – X-Men: Apocalypse
- 2018 – Alpha
- 2019 – X-Men: Dark Phoenix
- 2019 – Dolemite Is My Name
- 2021 – The Power of the Dog
- 2022 – Elvis
- 2024 – Maria
- 2024 – Memoir of a Snail